# Герцог де Фитц-Джеймс
Герцог де Фитц-Джеймс (фр. Duc de Fitz-James) — французский герцогский титул. Он был создан 23 марта 1710 года королем Франции Людовиком XIV для маршала Джеймса Фитцджеймса, 1-го герцога Бервика.

## История
Джеймс Фитцджеймс (1670—1734) был старшим незаконнорожденным сыном короля Англии, Шотландии и Ирландии Якова II Стюарта (1633—1701) и Арабеллы Черчилль (1648—1730). В 1687 году Джеймс получил от отца титулы герцога Бервика, графа Тинмаута и барона Босворта, став пэром Англии. В 1688 году в ходе Славной революции в Англии король Яков II Стюарт был свергнут с престола и эмигрировал на континент. Герцог Бервик поступил на военную службу к французскому королю Людовику XIV и в 1703 году стал маршалом Франции.
В награду за командование во время Войны за испанское наследство, где Джеймс Фитцджеймс был одним из лучших генералов Франции, он получил испанский титул герцога де Лириа-и-Херика (13 декабря 1707) и французский титул герцога де Фитц-Джеймса (23 марта 1710).
После гибели Джеймса Фитцджеймса в 1734 году его старший сын, Джеймс Фитцджеймс (1696—1738), унаследовал титулы 2-го герцога Бервика и 2-го герцога Лириа-и-Херика, а младший сын, Генрих Джеймс (1702—1721), стал 2-м герцогом де Фитц-Джеймс.

## Список герцогов Фитц-Джеймс
- 1710—1718: Жак де Фитц-Джеймс (21 августа 1670 — 12 июня 1734), 1-й герцог де Фитц-Джеймс, маршал Франции. Старший внебрачный сын короля Англии Якова II Стюарта (1633—1701) и Арабеллы Черчилль (1648—1730).
- 1718—1721: Генри Джеймс де Фитц-Джеймс (15 ноября 1702 — 13 октября 1721), 2-й герцог Фитц-Джеймс, второй сын предыдущего.
- 1721—1736: Франциск де Фитц-Джеймс (9 июня 1709 — 16 июля 1764), 3-й герцог Фитц-Джеймс, епископ Суассонский (1739—1764), младший брат предыдущего.
- 1736—1787: Шарль де Фитц-Джеймс (4 ноября 1712 — 22 марта 1787), 4-й герцог Фитц-Джеймс, младший брат предыдущего, маршал Франции
- 1787—1805: Жак-Шарль де Фитц-Джеймс (16 ноября 1743 — 11 августа 1805), 5-й герцог Фитц-Джеймс, старший сын предыдущего. Женат с 1768 года на Марии, дочери генерала и писателя Анри Тиара де Бисси.
- 1805—1838: Эдуард де Фитц-Джеймс (10 января 1776 — 15 ноября 1838), 6-й герцог Фитц-Джеймс, второй сын предыдущего.
- 1838—1846: Жак Мари Эммануэль де Фитц-Джеймс (18 апреля 1803 — 10 июня 1846), 7-й герцог Фитц-Джеймс, старший сын предыдущего.
- 1846—1906: Эдвард Антуан Сидуан де Фитц-Джеймс (20 июня 1828 — 24 сентября 1906), 8-й герцог Фитц-Джеймс, старший сын предыдущего.
- 1906—1944: Жак Густав Сидуан де Фитц-Джеймс (10 февраля 1852 — 12 марта 1944), 9-й герцог Фитц-Джеймс, старший сын предыдущего.
- 1944—1967: Жак де Фитц-Джеймс (3 апреля 1886 — 19 января 1967), 10-й и последний герцог Фитц-Джеймс, единственный сын Шарля де Фитцджеймса (1840—1894) и Фанни Мари Баррон (1862—1896), внук 7-го герцог Фитц-Джеймса, двоюродный брат 9-го герцога Фитц-Джеймса. Скончался бездетным.